# Randi Stene
Randi Stene (født 12. april 1963) er en norsk mezzosopran.
Efter studier i hjembyen Trondheim, i Oslo og i København, fik hun snart sit store internationale gennembrud som Octavian i Rosenkavaleren ved Opéra Bastille i Paris i 1993. I denne rolle har hun haft samme succes bl.a. i London. Rollen som Silla i Hans Pfitzners opera Palestrina ved Covent Garden førte hende også raskt til Metropolitan Opera i New York.
Som koncertsolist har Randi Stene optrådt bl.a. under BBC Proms med Esa-Pekka Salonen og Festspillene i Salzburg med Philippe Herreweghe, og hun er hyppig gæst hos de nordiske hovedstadorkestre. Med sin base i København og centrale plads indenfor dansk opera, var hun selvskreven som solist ved indvielsen af det nye operahuset i København, i den storslagne
nyproduktion af Verdis Aida. Hendes indspilninger af symfonisk musik omfatter bl.a. sange af Hugo Alfvén, John Dowland, Edvard Grieg, Wilhelm Peterson-Berger og Jean Sibelius.
Hun tiltrådte som operachef ved Den Norske Opera & Ballett i august 2020.
Hun fik Gammleng-prisen i klassen klassisk i 2003.